# 俺達には土曜日しかない (ラジオ番組)
俺達には土曜日しかない（おれたちにはどようびしかない）は、2022年10月1日からTBSラジオで放送されている氣志團の綾小路翔パーソナリティのラジオ番組。

## 概要
番組は、リスナーから届いたモヤモヤをリスナーみんなの集団脳で解決していく番組。毎週モヤモヤと綾小路翔が選ぶベスト回答を投稿した人にはプレゼントが贈られる。
たまにももいろクローバーZや森山直太朗などがゲストとして登場する

## 不祥事
- 2023年（令和5年）4月、同年4月22日(23日午前)放送回で紹介したラジオネーム「サキピ」からのメールがスタッフの自作であったことを明らかにした。さらにそれ以前にも同様のケースが現時点で13件確認されたことも併せて報告した。これについて局は「番組をお楽しみ頂いているリスナーの皆様、パーソナリティ、番組を支援いただいているスポンサー及び関係者の皆様の信頼を損ねる行為であったこと、深くお詫び申し上げます」等とする謝罪文を局の公式サイトに掲載した[1][2]。
この件について同年5月31日に行われた定例記者会見で社長の三村孝成（当時）は「番組を楽しみにしていただいているリスナーの方々。パーソナリティーの綾小路翔さん、スポンサー、関係者の皆さまの信頼を損ねる行為」とし「今回の件は重く受け止めておりまして、二度と起きないように徹底しております」等と謝罪。原因について「あるリスナーの悩みを解決するための回答が同じような内容が多かったために、スタッフが（回答の）バリエーションを増やすために自作してしまったのが原因」と述べた[3]。